# Житогурский, Адольф
Адольф Житогурский (пол. Adolf Żytogórski; Джон Ганштейн [англ. John Hanstein]; не ранее 1 марта 1806 и не позднее 31 декабря 1812, Трансильвания — 28 февраля 1882, Хакни, Большой Лондон) — польский шахматист.

## Спортивные результаты
| Год  | Город    | Соревнование                                                                                                 | + | − | = | Результат | Место |
| ---- | -------- | --- | - | - | - | --------- | ----- |
| 1860 | Кембридж | 3-й турнир Британской шахматной ассоциации Четвертьфинал против англ. Bateman Полуфинал против Игнаца Колиша | 2 | 0 | 0 | 2 из 2    |       |